# Teo Spiller
Teo Spiller, spletni umetnik, * 4. december 1965, Ljubljana.
Je eden od 4 slovenskih spletnih umetnikov, s spletno umetnostjo se je začel ukvarjati leta 1995.

## Življenjepis
V njegovem delu  se prepleta likovna izobrazba z uporabo novih medijev. Deluje na področju spletne umetnosti, digitalne grafike, robotike in drugih tehnološko podprtih umetnosti, vendar sebe šteje predvsem za sodobnega umetnika: »Sodobna umetnost je kritičen odziv na trenutne razmere v družbi. Ker razmere v družbe v veliki meri sooblikujejo sodobne tehnologije je naravno, da le-te uporabljam pri svojem delu«.
Svetovno poznan je postal predvsem kot prvi na svetu, ki je prodal spletno umetnino galeriji (delo Megatronix Megatronix Arhivirano 2013-12-20 na Wayback Machine. , Maja 1999). Pogajanja med avtorjem in kupcem organizira kot mednarodni spletni forum z uglednimi udeleženci s  področja spletne umetnosti in teorije . Posebej pomembna so spoznanja o pravicah, načinih arhiviranja in drugih aspektih zbiranja spletne umetnosti kot nove, nematerialne in vsem dostopne zvrsti. Njegova dela so bila cenjena v strokovnih krogih po celem svetu, še posebej projekti Hommage to Mondrian , Nice Page , Capricces for Netscape   in Esmeralda  ter organizacija INFOS 2000 (off-line) net.art contest.
Vzporedno je ustvaril več serij digitalnih grafik . Leta 2003 ustvari serijo grafik in objektov »Oprijemljiva spletna umetnost«, kjer likovne kompozicije sestavlja po anologiji spletnih strani.
Leta 2004 skupaj s Tadejem Komavcem lansira projekt X-lam , medij za drugačno gledanje slik. X-lam slike skriva namesto, da bi ijih kot drugi mediji izpostavljal. X-lam izgleda kot svetla pokončna črta in šele, če naš pogled hitro zdrsne preko njega, v zraku ob njem za trenutek zalebdi slika. Na 10. Cairskem bienalu predstavi še druge tehnologije za drugačno gledanje kot je stereogram in tokovno besedilo .
Leta 2007 zaradi nestrinjanja z načinom predstavitve spletnih projektov v galeriji odpove sodelovanje na razstavi .
Leta 2011 izda dve knjigi umetnika, ki se tesno navezujeta na njegove spletne projekte: Besedilnost novih medijev , ki vsebuje tiskane Sonete neželene pošte , Novičarskih sonetov in SMS sonetov ter Znakovnost novih medijev.
Izdela robota Laboro s katerim raziskuje koncept umetnika-kiborga, kreativne kombinacije človeka in stroja. Rezultat so Lesene In/form/acije  ter robotsko generirane grafike, med katerimi je najbolj znana Predsednik Obama spremlja usmrtitev Osame bin Ladna 

## Samostojne razstave
- Galerija Commerce, Ljubljana, Slovenija, 1995
- Klub Cankarjev dom, Ljubljana, Slovenija, 1996
- INFOS 2000 (off-line) net.art contest [12]
- Galerija Rael Artel, Parnu, Estonija, 2005
- Instalacija »Znotraj mojega strežnika«, Hevreka!05, Ljubljana, Slovenija, 2005
- Psstt!!, KUD France Prešeren, Ljubljana, 2010 [28][29]
- Lesene In/form/Acije, Trubarjeva hiša literature, Ljubljana, 2011 [3][26]
- LIFE, Meerlyn theatre, Budimpešta, Madžarska, 2011 [3][30]
- Vsiljivci, Kino Šiška, Ljubljana, 2012[3]

## Skupinske razstave
- 30 mednarodni grafični bienale, Ljubljana [3][3][27]
- 10. mednarodni bienale v Kairu, Egipt, 2006 [3][3][20]
- Galerija Galženica, Zagreb, 2006 [16]
- Boca & Rh gallery, San Francisco, 2006 [16]
- 95-05, pregledna razstava sodobne Slovenske umetnosti, Moderna Galerija Ljubljana, 2005 [18]
- Break 2.3, Ljubljana, Slovenija, 2005 [17]
- UNESCO day of poetry 2003, Technopoetry for peace, Milano, Italija
- “Net.art open“, Irish museum of modern arts, Dublin, Irska
- »The masters of graphic arts«, Municipal Museum of art, Gyor, Madžarska[14]
- “The works of art in the  age of mechanical reproduction”, Machida city museum of graphic arts, Tokyo, Japonska
- “Communications from isolated environments«, sodelovanje z Gruppo Oreste, Beneški bienale ’99, Benetke, Italija
- »Oko in njegova resnica«, Moderna galerija, Ljubljana, Slovenija
- »Digitalna grafika na papirju«, Mestna galerija Ljubljana, Slovenija[13]
- The floor of my atelier, Galerija Gradec, Zagreb, Hrvaška, 2003
- »Pixxelpoint 2002«, Nova Gorica, Slovenija
- Final Flash City 6.4, Izola, Slovenija, 2005
- “Kosov@ benefit auction«,New York City, ZDA
- “Omnizone”, New York City, ZDA
- »Zu casa«, Del Mar, Kalifornija, ZDA
- “Ostranenie 97”, Bauhaus, Dessau, Nemčija [3][10]
- “Film+arc graz”, Gradec, Avstrija [3][9]
- FILE 2001 electronic language international festival, Sao Paolo, Brazilija
- “Casa das rosas web.art contest”, Rio de Janeiro, Brazilija[3]
- “Altamira cave”,  Mexico City, Mehika
- »Medi@Terra«, Atene, Grčija
- »The Digital Labyrinth Theatre«, Acco, Izrael
- »Korea web art festival 2002«, Chiang Mai, Južna Koreja
- »runme.org«, Macros Centre, Moskva, Rusija
- »Mednarodni festival računalniške umetnosti« '96, 97, '98, '99, Maribor, Slovenija
- »ARCO - El Mundo net-art award«, Barcelona, Španija

## Članki in predavanja
- Netart / Spletna umetnost, Pojmovnik slovenske umetnosti 1945-2005
- »Net.art za učitelje likovne vzgoje«, na INFOS '99 – pod okriljem Zavoda za šolstvo RS, Ljubljana, Slovenia
- Virtualna Identiteta, »III. Mednarodni festival računalniške umetnosti«, Maribor, Slovenija, 1997
- »Internet in oblikovanje«, Magdalena – festival vizualnih komunikacij - okrogla miza, Maribor, Slovenija, 2000
- Predstavitev dela »Esmeralda«, Ostranenie '97, Dessau, Nemčija
- Predstavitev dela »Capricces for Netscape«, film+arc, 1997, Gradec, Avstrija
- Tiskovna konferenca »INFOS 2000 off-line net.art contest«, INFOS 2000, Ljubljana, Slovenija
- Članki za revije Moj Mikro, Monitor, Kultura, Stop, TIP, ipd.
- x-lam fotografija, predavanje in delavnica, Break 2.3, november 2005, Ljubljana

## Povezave
- Uradna spletna stran
- Videi o njegovem delu
- Galerija njegovih del
- Artist Career Predavanja o karieri sodobnega umetnika
- Net.art kot zgodovinska avantgarda (Kratka zgodovina spletne umetnosti in z njo povezana produkcija Zavoda Dober)
- Netart / Spletna umetnost, Pojmovnik slovenske umetnosti 1945-2005

Ostali Slovenski spletni umetniki:
- Vuk Čosić
- Igor Štromajer
- Jaka Železnikar